# James Strauss

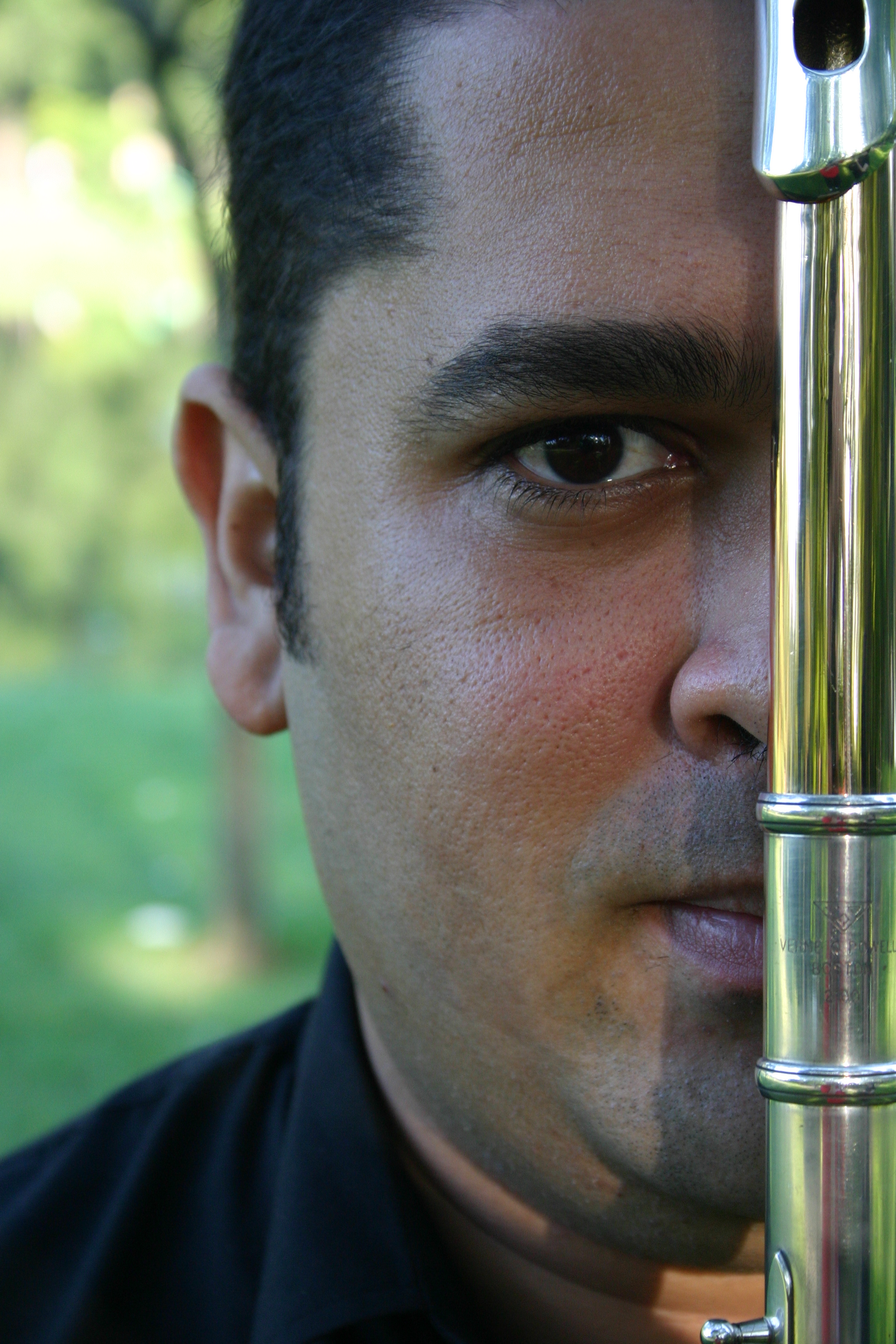
James Strauss

James Strauss (Recife, 29 de Novembro de 1974) é um flautista brasileiro. Nascido em Recife, foi o primeiro brasileiro a ser diplomado como concertista em flauta ( Diplomme superieur de Concertiste) pela Escola Normal de Música Alfred Cortot de Paris. 
Sua iniciação musical se deu quando contava com quatro anos de idade, através da influência de seu pai. Foi aluno de Sérgio Campelo no Conservatório Pernambucano de Música e de Odette Ernest Dias, Paul Rutman e Michel Dalberto nos festivais de inverno de Campos do Jordão. 
Recebeu uma bolsa de estudos para o Conservatório de Paris e para a Escola Normal de Música, em 1994, onde foi aluno de Pierre-Yves Artaud, Alain Marion e Maurice Pruvot.
Foi agraciado em 1998 e 1999 com os prêmios de música da UFAM, respectivamente nas categorias de flauta e música de câmara. Foi solista de várias orquestras européias e conta com uma grande discografia, na qual alguns volumes foram gravados em conjunto com outros instrumentistas, tais como Miyo Umezu (violino), Regina Glasunova (piano) e Olli Hirvani (violão). 
É um dos fundadores dos Verões Musicais de São Leopoldo, no Rio Grande do Sul. Atualmente, é professor do Centro de Estudos Musicais Tom Jobim e integra a Orquestra de Câmara Engenho Barroco.
Seu repertório notabiliza-se por abranger todos os períodos da música, e também por dedicar especial atenção aos compositores contemporâneos, tais como Ernani Aguiar, René Gerber e Dimitri Cervo, sendo o primeiro estreante de diversas obras musicais escritas para flauta.